# Nappe de courant

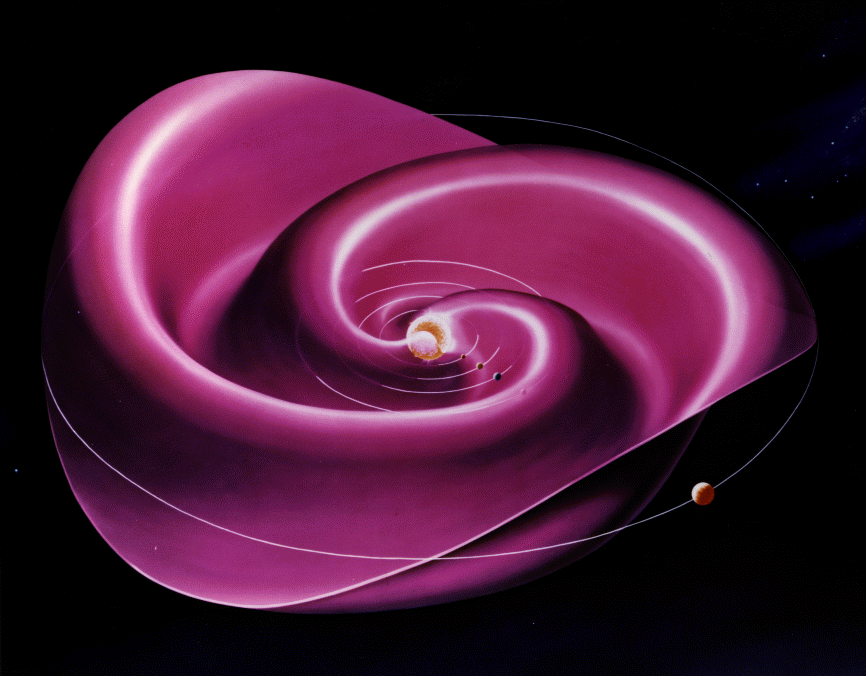
Une nappe de courant héliosphérique résulte de l'influence du champ magnétique tournant du Soleil sur le plasma du milieu interplanétaire.

Une nappe de courant est un courant électrique confiné autour d'une surface, plutôt que d'être distribué dans tout le volume d'espace. L'étude des nappes de courant fait partie de la magnétohydrodynamique (MHD), qui s'intéresse au comportement des fluides conducteurs. Lorsqu'un courant électrique traverse une partie du volume d'un tel fluide, les forces magnétiques ont tendance à l'expulser du fluide, comprimant le courant en couches qui traversent le volume.
La nappe de courant la plus grande du système solaire est celle que l'on appelle la nappe de courant héliosphérique. Elle a une épaisseur d'environ 10 000 km et s'étend depuis le Soleil jusqu'au-delà de l'orbite de Pluton.
Dans les plasmas astrophysiques (tels que la couronne solaire) les nappes de courant ont un rapport de forme (largeur divisée par épaisseur) qui pourrait atteindre théoriquement 100 000. À titre de comparaison, les pages de la plupart des livres ont un rapport de forme proche de 2000. Parce que les nappes de courant sont si minces par rapport à leur taille, elles sont souvent traitées comme si elles avaient une épaisseur nulle. Ceci est le résultat des hypothèses simplificatrices de la MHD idéale. En réalité, aucune nappe de courant ne peut être infiniment mince car cela nécessiterait un mouvement infiniment rapide des porteurs de charge qui sont à l'origine du courant.
Les nappes de courant dans les plasmas emmagasinent de l'énergie en augmentant la densité d'énergie du champ magnétique. De nombreuses instabilités du plasma surviennent à proximité des nappes de courant intenses, et elles ont tendance à s'effondrer, ce qui provoque une reconnexion magnétique et libère rapidement l'énergie stockée. Ce processus est à l'origine des éruptions solaires et est une des raisons des difficultés que l'on rencontre dans la fusion par confinement magnétique, qui a besoin de forts courants électriques dans un plasma chaud.

## Champ magnétique d'une nappe de courant infinie
Une nappe de courant infinie peut être modélisée comme un nombre infini de fils parallèles transportant tous le même courant {\displaystyle I}. En supposant qu'il y a {\displaystyle n} fils par unité de longueur, le champ magnétique peut être dérivé en utilisant le théorème d'Ampère pour un contour rectangulaire {\displaystyle C}, perpendiculaire aux fils et enlaçant (entourant) une partie de la nappe de courant :
où {\displaystyle I_{enl}} est le courant total enlacé par le contour {\displaystyle C}. Le long des deux côtés perpendiculaires à la nappe, {\displaystyle {\vec {B}}\cdot \mathrm {d} {\vec {\ell }}=0} puisque {\displaystyle \cos \left(\pi /2\right)=0}. Le long des deux côtés parallèles, {\displaystyle \cos \left(0\right)=1}. Donc, si {\displaystyle L} est l'un des côtés parallèles du contour rectangulaire de dimensions {\displaystyle L} x {\displaystyle W}, l'intégrale se simplifie en :
Puisque la nappe de courant est infinie, l'intensité {\displaystyle B} du champ est constante le long de {\displaystyle L}. On peut donc la sortir de l'intégrale :
L'intégrale est alors évaluée :
En résolvant pour {\displaystyle B}, en remplaçant {\displaystyle I_{enl}} par {\displaystyle InL}, et en simplifiant, on obtient :
Notamment, il apparaît que l'intensité du champ magnétique d'une nappe de courant infinie ne dépend pas de la distance entre le point considéré et la nappe.
La direction du champ {\displaystyle {\vec {B}}} est donnée par la règle de la main droite.

## Nappe de courant de Harris
Un équilibre de nappe de courant unidimensionnel bien connu est celui de la configuration d'équilibre de Harris, une solution stationnaire du système Maxwell-Vlasov. Le profil du champ magnétique d'une nappe de courant de Harris le long de l'axe {\displaystyle (O,y)} est le suivant :
où {\displaystyle B_{0}} est l'intensité du champ magnétique asymptotique, {\displaystyle \delta } est l'épaisseur de la nappe de courant et {\displaystyle {\vec {x}}} est le vecteur unitaire. La densité de courant est alors donnée par :
La pression du plasma est donnée par :
où {\displaystyle p_{0}} est la valeur asymptotique.

## Voir également
- Physique des plasmas